# اکبر رحمتی
اکبر رحمتی (زاده ۱۳ اردیبهشت ۱۳۲۸ در تهران) یک هنرپیشه سینما، تئاتر و تلویزیون اهل ایران است.

## زندگی
اکبر رحمتی در سال ۱۳۲۸ در تهران زاده شد و دیپلم اقتصاد دارد. او فعالیت هنری‌اش را در سال ۱۳۴۶ در تئاتر آغاز نمود و سپس از سال ۱۳۵۱، وارد تلویزیون شد. اکبر رحمتی در سال ۱۳۶۰ با بازی در فیلم «رسول پسر ابوالقاسم» فعالیت در سینما را آغاز کرد.

## کارنامه هنری

### تئاتر
- ۱۳۵۰ - پرومته در زنجیر (شهرو خردمند)
- ۱۳۵۰ - برصیصای عابد (شهرو خردمند و ایرج انور)
- ۱۳۵۰/۵۱ - فاندو و لیز (ایرج انور)
- ۱۳۵۱ - نجات یافته (مریم خلوتی)
- ۱۳۵۳ - جمعه‌کشی (اسماعیل خلج)
- ۱۳۵۳ - قمر در عقرب (اسماعیل خلج)
- ۱۳۵۳ - شبیخون (سیروس ابراهیم‌زاده)
- ۱۳۵۳ - صبح را در کنج این خانه مجوی (هوشنگ توزیع)
- ۱۳۵۴ - زمستانه (رضا ژیان)
- ۱۳۵۵ - خاطرات و کابوس‌های یک جامه‌دار از زندگی و قتل امیرکبیر (علی رفیعی)
- ۱۳۵۶ - دیوار چین (داریوش فرهنگ)
- ۱۳۵۶ - جنایت و مکافات (علی رفیعی)
- ۱۳۵۷ - گیلگمش (شهرو خردمند)
- ۱۳۵۹ - بر دار شدن منصور حلاج (سیاوش طهمورث)
- ۱۳۶۰ - رخش دلم جز بار محبت نخواهد برد (سیاوش طهمورث)
- ۱۳۶۰ - هفت نمایش کوتاه (اسماعیل خلج)
- ۱۳۶۰ - آژانس ونوس (جمشید جهان‌زاده)
- ۱۳۶۱ - از نو شکفتن و مرگ (اسماعیل خلج)
- ۱۳۶۲ - شاهزاده و گدا (هادی مرزبان)
- ۱۳۶۳ - دکتر فاستوس (ایرج راد)
- ۱۳۷۰ - پرنده سبز (محمود عزیزی)
- ۱۳۸۹ - کهربا (سیمین امیریان)
- ۱۳۸۹ - دزداب (هادی مرزبان)
- ۱۳۹۳ - مُردن با دهان باز (دلارا نوشین)

### سینما
| سال  | نام فیلم           | کارگردان           |
| ---- | ------------------ | ------------------ |
| ۱۴۰۲ | شهر هرت            | کریم امینی         |
| ۱۳۹۸ | خروج               | ابراهیم حاتمی کیا  |
| ۱۳۹۳ | شیفت شب            | نیکی کریمی         |
| ۱۳۹۳ | ایران برگر         | مسعود جعفری جوزانی |
| ۱۳۸۳ | مکس                | سامان مقدم         |
| ۱۳۸۲ | شهر زیبا           | اصغر فرهادی        |
| ۱۳۷۹ | دختری به نام تندر  | حمیدرضا آشتیانی‌پور |
| ۱۳۷۶ | پشت دیوار شب       | مهران تأییدی       |
| ۱۳۷۴ | چهره               | سیروس الوند        |
| ۱۳۶۷ | سه چهره از یک مبصر | حسن آقاکریمی       |
| ۱۳۶۰ | رسول پسر ابوالقاسم | داریوش فرهنگ       |

### تلویزیون
| سال       | نام                        | سمت          | کارگردان             | توضیحات                                                                      | نقش                   |
| --------- | -------------------------- | ------------ | -------------------- | ---------------------------------------------------------------------------- | --------------------- |
| ۱۴۰۳      | فریبا (مجموعه تلویزیونی)   | بازیگر       | محمود معظمی          | شبکه سه                                                                      |                       |
| ۱۴۰۳      | چرخ گردون ۲                | بازیگر       | جواد مزدآبادی        | شبکه ۲                                                                       |                       |
| ۱۴۰۳–۱۴۰۲ | رستگاری                    | بازیگر       | مسعود ده‌نمکی         | شبکه ۲                                                                       | رئوف صادقی            |
| ۱۴۰۲      | چرخ گردون                  | بازیگر       | جواد مزدآبادی        | شبکه ۲                                                                       |                       |
| ۱۴۰۱      | آزادی مشروط                | بازیگر       | مسعود ده‌نمکی         | شبکه ۱                                                                       |                       |
| ۱۴۰۱      | بی نشان                    | بازیگر       | راما قویدل           | شبکه ۳                                                                       | حبیب (دوست شهاب ادهم) |
| ۱۴۰۱      | زیرخاکی ٣                  | بازیگر       | جلیل سامان           | شبکه ١                                                                       |                       |
| ١۴٠٠      | سودا                       | بازیگر مهمان | ایمان یزدی           | شبکه نمایش خانگی                                                             |                       |
| ١۴٠٠      | آبنبات هل دار              | بازیگر       | میلاد بنایی          |                                                                              |                       |
| ١۴٠٠      | زیرخاکی ٢                  | بازیگر       | جلیل سامان           | شبکه ١                                                                       |                       |
| ١٣٩٩      | آقازاده                    | بازیگر مهمان | بهرنگ توفیقی         | شبکه نمایش خانگی                                                             |                       |
| ۱۳۹۸–۱۳۹۷ | حکایت‌های کمال              | بازیگر       | قدرت‌الله صلح‌میرزایی  | در نقش «سلمانی» / شبکهٔ ۲                                                     |                       |
| ۱۳۹۸–۱۳۹۷ | برسر دو راهی               | بازیگر       | بهرنگ توفیقی         | در نوروز ۱۳۹۸ از شبکه ۲ پخش شد.                                              |                       |
| ۱۳۹۷      | پدر                        | بازیگر       | بهرنگ توفیقی         | شبکهٔ ۲                                                                       |                       |
| ۱۳۹۶      | گمشدگان                    | بازیگر       | رضا کریمی            | شبکهٔ ۲                                                                       |                       |
| ۱۳۹۶      | هست و نیست                 | بازیگر       | حسین سهیلی‌زاده       | شبکهٔ ۲                                                                       |                       |
| ۱۳۹۵      | تله‌فیلم «تصمیم منطقی»      | بازیگر       | سید وحید حسینی       | به سفارش ارتش جمهوری اسلامی ایران                                            |                       |
| ۱۳۹۲–۱۳۹۱ | کلاه پهلوی                 | بازیگر       | سید ضیاءالدین دری    | شبکه ۱                                                                       |                       |
| ۱۳۹۱      | تله‌فیلم «غلط‌انداز»         | بازیگر       | محمدتقی راوندی       |                                                                              |                       |
| ۱۳۹۰      | خانه اجاره‌ای               | بازیگر       | شاهد احمدلو          | شبکه ۳                                                                       |                       |
| ۱۳۹۰      | شوق پرواز                  | بازیگر       | یدالله صمدی          | شبکه ۱                                                                       |                       |
| ۱۳۹۰–۱۳۸۹ | خنده بازار                 | بازیگر       | شهاب عباسی           | در نوروز ۱۳۹۰ از شبکه ۳ پخش شد.                                              |                       |
| ۱۳۸۹      | ستایش                      | بازیگر       | سعید سلطانی          | شبکه ۳                                                                       |                       |
| ۱۳۹۶–۱۳۸۷ | سرزمین مادری               | بازیگر       | کمال تبریزی          | شبکه ۳                                                                       |                       |
| ۱۳۸۷      | در چشم باد                 | بازیگر       | مسعود جعفری جوزانی   | شبکه یک                                                                      |                       |
| ۱۳۸۸      | تله‌تئاتر «منم اومدم»       | بازیگر       | امیر دژاکام          | کارگردان تلویزیونی: «مسعود فروتن»                                            |                       |
| ۱۳۸۸      | تله‌فیلم «دشمنان صمیمی»     | بازیگر       | اسماعیل میهن‌دوست     |                                                                              |                       |
| ۱۳۸۸      | دفترخانه شماره ۱۳          | بازیگر مهمان | سید وحید حسینی       |                                                                              |                       |
| ۱۳۸۸      | بچه‌های کوچه دوستی          | بازیگر       | هنگامه مفید          | برنامهٔ کودک و نوجوان                                                         |                       |
| ۱۳۸۶      | محلهٔ عمودی                 | بازیگر       | احمد قربانی          | شبکه ۱                                                                       |                       |
| ۱۳۸۷–۱۳۸۶ | افسانه‌های ایرانی           | بازیگر       | محمد رحمانیان        | برنامهٔ کودک و نوجوان                                                         |                       |
| ۱۳۸۴      | من و پوتی – سری دوم        | بازیگر       | بهرنگ توفیقی         | برنامهٔ کودک و نوجوان شبکه ۲                                                  |                       |
| ۱۳۸۳      | من و پوتی – سری اول        | بازیگر       | امیر فیضی            | برنامهٔ کودک و نوجوان شبکه ۲                                                  |                       |
| ۱۳۸۲      | هیچ‌کس                      | بازیگر       | حمیدرضا حافظی        |                                                                              |                       |
| ۱۳۸۲      | عباسقلی‌خان دوم             | بازیگر       | محمد اقتصاد          | برنامهٔ کودک و نوجوان شبکه ۱                                                  |                       |
| ۱۳۸۱–۱۳۸۲ | خوش‌رکاب                    | بازیگر       | علی شاه‌حاتمی         | در نوروز ۱۳۸۲ از شبکه ۱ پخش شد.                                              |                       |
| ۱۳۸۰      | ماجراهای سرابی             | بازیگر       | اسماعیل میهن‌دوست     | شبکه ۱                                                                       |                       |
| ۱۳۷۹      | روزهای مهتابی              | بازیگر       | عباس قنبری           | شبکه تهران                                                                   |                       |
| ۱۳۷۹      | به‌همین سادگی               | بازیگر       | حامد عنقا مهری ظریفی | شبکه ۲                                                                       |                       |
| ۱۳۷۹      | میعاد شبانه                | بازیگر       | محسن تقوی عباس قنبری |                                                                              |                       |
| ۱۳۷۸      | هتل پیاده‌رو                | بازیگر       | بهمن زرین‌پور         | در نوروز ۱۳۷۸ پخش شد.                                                        |                       |
| ۱۳۷۸      | مثل باران                  | بازیگر       | سیدمحسن موسویان      | شبکه ۳                                                                       |                       |
| ۱۳۷۸      | ورثه آقای نیکبخت           | بازیگر       | مرضیه برومند         | شبکه ۱                                                                       |                       |
| ۱۳۷۸–۱۳۷۷ | زیر بازارچه                | بازیگر       | رضا ژیان             | در نقش «سلمانی»                                                              |                       |
| ۱۳۷۵      | برگ سبز                    | بازیگر       | علی‌شوقیان            | شبکه ۱                                                                       |                       |
| ۱۳۷۴      | با اجازه                   | بازیگر       | علی‌شوقیان            |                                                                              |                       |
| ۱۳۷۳      | خانهٔ شلوغ                  | بازیگر       | علی‌شوقیان            |                                                                              |                       |
| ۱۳۷۰      | قصه‌های زندگی               | بازیگر       | رضا کرم‌رضایی         |                                                                              |                       |
| ۱۳۷۲–۱۳۶۹ | مش خیرالله صندوقچه اسرار   | بازیگر       | داریوش مؤدبیان       | در نقش «مش‌خیرالله» / شبکه ۲                                                  |                       |
| ۱۳۶۹      | عطر گل یاس                 | بازیگر       | بهمن زرین‌پور         |                                                                              |                       |
| ۱۳۷۹      | پادشاه بیمار و مرد نیکوکار | بازیگر       | ثریا قاسمی           | بخشی از مجموعهٔ نمایشی «افسانه ملل» که از برنامه کودک و نوجوان شبکه ۱ پخش شد. |                       |
| ۱۳۶۷      | شاخه طوبی                  | بازیگر       | مهدی علی‌احمدی        | شبکه ۱                                                                       |                       |
| ۱۳۶۶–۱۳۶۵ | گرگ‌ها                      | بازیگر       | داوود میرباقری       | شبکه ۱                                                                       |                       |
| ۱۳۶۴      | آئینه                      | بازیگر       | غلامحسین لطفی        | بازی در اپیزود «دوران کودکی» / شبکه ۱                                        |                       |
| ۱۳۶۳      | دست‌های آلوده               | بازیگر       | صادق هاتفی           | کارگردان تلویزیونی: «بیژن صمصامی» نویسنده: «ژان-پل سارتر»                    |                       |
| ۱۳۶۳      | محله بهداشت                | بازیگر       | داریوش مؤدبیان       | کارگردان تلویزیونی: «حسین فردرو»                                             |                       |
| ۱۳۶۲–۱۳۶۱ | شاه‌شکار                    | بازیگر       | سعید نیک‌پور          | شبکه ۱                                                                       |                       |

## جوایز و افتخارات
- دریافت نشان درجه ۲ هنری از شورای نظارت و ارزشیابی وزارت فرهنگ و ارشاد اسلامی در سال ۱۳۵۸